# ريحانلوي سفلي
ريحانلوي سفلي (بالفارسية: ریحانلوی سفلی) هي قرية تقع في أذربيجان الغربية في إيران. يقدر عدد سكانها بـ 14 نسمة بحسب إحصاء 2016.